# ハインリヒ13世 (ロイス＝グライツ侯)
ハインリヒ13世・ロイス・ツー・グライツ（Heinrich XIII. Reuß zu Greiz, 1747年2月16日 - 1817年1月29日）は、兄系ロイス侯国の統治者（在位：1800年 - 1817年）。

## 生涯
ロイス＝グライツ侯ハインリヒ11世とその妻でロイス＝ケストリッツ伯ハインリヒ24世の娘であるコンラディーネの間の次男として生まれ、1800年に父の後を継いだ。1802年にグライツの街を襲った大火の後、焼け落ちたウンテーレ城（Unteres Schloss）を1809年に古典主義様式の宮殿として再建し、侯爵家の居所をオーベレ城（Oberes Schloss）からウンテーレ城に移した。ハインリヒ13世はまたオーストリア軍に将軍（Feldzeugmeister）として仕え、神聖ローマ皇帝ヨーゼフ2世とも親友の間柄だった。
ハインリヒ13世は自分の領国を1808年にライン同盟に、1815年にはドイツ連邦に参加させた。ウィーン会議に際してはザクセン王国との間で領土係争問題が持ち上がったが、ハインリヒ13世の側が譲歩し、補償となる領地を与えられることで納得した。

## 子女
1786年1月9日にキルヒハイムボランデンにおいて、ナッサウ＝ヴァイルブルク侯カール・クリスティアンの娘ルイーゼ（1765年 - 1837年）と結婚し、間に3人の息子をもうけた。
- ハインリヒ18世（1787年）
- ハインリヒ19世（1790年 - 1836年） - ロイス＝グライツ侯
- ハインリヒ20世（1794年 - 1859年） - ロイス＝グライツ侯